# Wyssokoje (Kaliningrad, Gurjewsk)
Wyssokoje (russisch Высокое, deutsch Pogauen) ist ein Ort in der russischen Oblast Kaliningrad. Er gehört zur kommunalen Selbstverwaltungseinheit Stadtkreis Gurjewsk im Rajon Gurjewsk.

## Geographische Lage
Wyssokoje liegt 18 Kilometer östlich von Kaliningrad (Königsberg) an der Kommunalstraße 27K-031 (alte Trasse der Föderalstraße A229, ehemalige deutsche Reichsstraße 1). Innerorts zweigt die Kommunalstraße 27K-215 ab nach Dworki (Rogahnen) südlich der neuen Trasse der A 229. Bis 1945 war das damals noch Pogauen genannte Dorf Bahnstation an der Bahnstrecke von Königsberg (Preußen) und Prawten (russisch: Lomonossowo) nach Possindern (Roschtschino) und Tapiau (Gwardeisk) der Königsberger Kleinbahn, die heute nicht mehr in Betrieb ist.

## Geschichte

Pogauen, östlich von Königsberg, auf einer Landkarte von 1910.

Der bis 1946 Pogauen genannte Ort wurde im Jahre 1400 gegründet. Im Jahre 1874 kam das Dorf in den neu errichteten Amtsbezirk Heiligenwalde (russisch: Uschakowo) im Landkreis Königsberg (Preußen) (1939 bis 1945 Landkreis Samland) im Regierungsbezirk Königsberg der preußischen Provinz Ostpreußen. Im Jahre 1910 zählt Pogauen 248 Einwohner.
Am 15. November 1928 schlossen sich die Landgemeinden Pogauen und Rogahnen (russisch: Dworki) sowie der Gutsbezirk Groß Hohenrade (Worobjowo) zur neuen Landgemeinde Pogauen zusammen. In dieser lebten 1933 420 und 1939 432 Menschen. 
Infolge des Zweiten Weltkrieges kam Pogauen mit dem gesamten nördlichen Ostpreußen zur Sowjetunion. Im Jahr 1947 erhielt der Ort die russische Bezeichnung Wyssokoje und wurde gleichzeitig dem Dorfsowjet Nisowski selski Sowet im Rajon Gurjewsk zugeordnet. Von 2008 bis 2013 gehörte Wyssokoje zur Landgemeinde Nisowskoje selskoje posselenije und seither zum Stadtkreis Gurjewsk.

## Kirche
Die vor 1945 überwiegend evangelische Bevölkerung Pogauens war in das Kirchspiel der Kirche Heiligenwalde (russisch: Uschakowo) eingepfarrt. Es gehörte zum Kirchenkreis Königsberg-Land II in der Kirchenprovinz Ostpreußen der Kirche der Altpreußischen Union. Letzter deutscher Geistlicher war Pfarrer Paul Kortsitzki.
Heute liegt Wyssokoje im Einzugsbereich der in den 1990er Jahren neu entstandenen evangelisch-lutherischen Auferstehungskirche in Kaliningrad (Königsberg), der Hauptkirche der Propstei Kaliningrad der Evangelisch-lutherischen Kirche Europäisches Russland (ELKER).